# Copa América 2021 (soupisky)
Soupisky na Copa América 2021, která se hrála v Brazílii.
| Zlato                | Stříbro             | Bronz               |
| -------------------- | ------------------- | ------------------- |
| Argentina • Soupiska | Brazílie • Soupiska | Kolumbie • Soupiska |

## Skupina A

### Argentina
Hlavní trenér:  Lionel Scaloni
| Jméno                 | Datum narození | Klub                   |
| Brankáři              | Brankáři       | Brankáři               |
| --------------------- | -------------- | ---------------------- |
| Franco Armani         | 16.10.1986     | CA River Plate         |
| Agustín Marchesín     | 16.3.1988      | FC Porto               |
| Emiliano Martínez     | 2.9.1992       | Aston Villa FC         |
| Juan Musso            | 6.5.1994       | Udinese Calcio         |
| Obránci               |                |                        |
| Lucas Martínez Quarta | 10.5.1996      | ACF Fiorentina         |
| Nicolás Tagliafico    | 31.8.1992      | AFC Ajax               |
| Gonzalo Montiel       | 1.1.1997       | CA River Plate         |
| Germán Pezzella       | 27.6.1991      | ACF Fiorentina         |
| Marcos Acuña          | 28.10.1991     | Sevilla FC             |
| Cristian Romero       | 27.4.1998      | Atalanta BC            |
| Nicolás Otamendi      | 12.2.1988      | Benfica Lisabon        |
| Lisandro Martínez     | 18.1.1998      | AFC Ajax               |
| Nahuel Molina         | 6.4.1998       | Udinese Calcio         |
| Záložníci             |                |                        |
| Leandro Paredes       | 29.6.1994      | Paris Saint-Germain FC |
| Rodrigo De Paul       | 24.5.1994      | Udinese Calcio         |
| Ángel Di María        | 14.2.1988      | Paris Saint-Germain FC |
| Exequiel Palacios     | 5.10.1998      | Bayer 04 Leverkusen    |
| Nicolás Domínguez     | 28.6.1998      | Bologna FC 1909        |
| Guido Rodríguez       | 12.4.1994      | Real Betis             |
| Giovani Lo Celso      | 9.4.1996       | Tottenham Hotspur FC   |
| Alejandro Gómez       | 15.2.1988      | Sevilla FC             |
| Útočníci              |                |                        |
| Sergio Agüero         | 2.6.1988       | Manchester City FC     |
| Lionel Messi -        | 24.6.1987      | FC Barcelona           |
| Nicolás González      | 6.4.1998       | VfB Stuttgart          |
| Joaquín Correa        | 13.8.1994      | SS Lazio               |
| Ángel Correa          | 9.3.1995       | Atlético Madrid        |
| Lautaro Martínez      | 22.8.1997      | FC Inter Milán         |
| Julián Álvarez        | 31.1.2000      | CA River Plate         |

### Bolívie
Hlavní trenér:  César Farías
| Jméno             | Datum narození | Klub                   |
| Brankáři          | Brankáři       | Brankáři               |
| ----------------- | -------------- | ---------------------- |
| Carlos Lampe      | 17.3.1987      | Club Always Ready      |
| Rubén Cordano     | 16.10.1998     | Club Bolívar           |
| Javier Rojas      | 14.1.1996      | Club Bolívar           |
| Obránci           |                |                        |
| Jairo Quinteros   | 7.2.2001       | Club Bolívar           |
| José Sagredo      | 10.3.1994      | Club The Strongest     |
| Luis Haquin       | 15.11.1997     | Deportes Melipilla     |
| Adrián Jusino     | 9.7.1992       | AE Larisa 1964         |
| Diego Bejarano    | 24.8.1991      | Club Bolívar           |
| Enrique Flores    | 1.2.1994       | Club Always Ready      |
| Luis René Barboza | 3.4.1993       | Club Aurora            |
| Óscar Ribera      | 10.2.1992      | Club Blooming          |
| Záložníci         |                |                        |
| Leonel Justiniano | 2.7.1992       | Club Bolívar           |
| Juan Carlos Arce  | 10.4.1985      | Club Always Ready      |
| Diego Wayar       | 15.10.1993     | Club The Strongest     |
| Moisés Villarroel | 7.9.1998       | CD Jorge Wilstermann   |
| Boris Céspedes    | 19.6.1995      | Servette FC            |
| Erwin Saavedra    | 22.2.1996      | Club Bolívar           |
| Roberto Fernández | 12.7.1999      | Club Bolívar           |
| Ramiro Vaca       | 1.7.1999       | Club The Strongest     |
| Erwin Sánchez     | 23.7.1992      | Club Blooming          |
| Danny Bejarano    | 3.1.1994       | Lamia FC               |
| Útočníci          |                |                        |
| Marcelo Moreno -  | 18.6.1987      | Cruzeiro Esporte Clube |
| Henry Vaca        | 27.1.1998      | CD Oriente Petrolero   |
| Rodrigo Ramallo   | 14.10.1990     | Club Always Ready      |
| Gilbert Álvarez   | 4.7.1992       | CD Jorge Wilstermann   |
| Jaume Cuéllar     | 23.8.2001      | S.P.A.L                |
| Jeyson Chura      | 3.2.2002       | Club The Strongest     |

### Uruguay
Hlavní trenér:  Óscar Tabárez
| Jméno                  | Datum narození | Klub                          |
| Brankáři               | Brankáři       | Brankáři                      |
| ---------------------- | -------------- | ----------------------------- |
| Fernando Muslera       | 16.6.1986      | Galatasaray SK                |
| Martín Campaña         | 29.5.1989      | Al Batin FC                   |
| Sergio Rochet          | 23.3.1993      | Nacional Montevideo           |
| Obránci                |                |                               |
| José María Giménez     | 20.1.1995      | Atlético Madrid               |
| Diego Godín -          | 16.2.1986      | Cagliari Calcio               |
| Ronald Araújo          | 7.3.1999       | FC Barcelona                  |
| Camilo Cándido         | 2.6.1995       | Nacional Montevideo           |
| Giovanni González      | 20.9.1994      | CA Peñarol                    |
| Matías Viña            | 9.11.1997      | Sociedade Esportiva Palmeiras |
| Sebastián Coates       | 7.10.1990      | Sporting CP                   |
| Martín Cáceres         | 7.4.1987       | ACF Fiorentina                |
| Záložníci              |                |                               |
| Matías Vecino          | 24.8.1991      | FC Inter Milán                |
| Rodrigo Bentancur      | 25.6.1997      | Juventus FC                   |
| Nicolás de la Cruz     | 1.6.1997       | CA River Plate                |
| Nahitan Nández         | 28.12.1995     | Cagliari Calcio               |
| Giorgian de Arrascaeta | 1.6.1994       | CR Flamengo                   |
| Lucas Torreira         | 11.2.1996      | Atlético Madrid               |
| Federico Valverde      | 22.7.1998      | Real Madrid                   |
| Brian Rodríguez        | 20.5.2000      | UD Almería                    |
| Fernando Gorriarán     | 27.11.1994     | Santos Laguna                 |
| Útočníci               |                |                               |
| Luis Suárez            | 24.1.1987      | Atlético Madrid               |
| Maxi Gómez             | 14.8.1996      | Valencia CF                   |
| Jonathan Rodríguez     | 6.7.1993       | Cruz Azul                     |
| Edinson Cavani         | 14.2.1987      | Manchester United FC          |
| Facundo Torres         | 13.4.2000      | CA Peñarol                    |
| Brian Ocampo           | 25.6.1999      | Nacional Montevideo           |

### Chile
Hlavní trenér:  Martín Lasarte
| Jméno               | Datum narození | Klub                             |
| Brankáři            | Brankáři       | Brankáři                         |
| ------------------- | -------------- | -------------------------------- |
| Claudio Bravo -     | 13.4.1983      | Real Betis                       |
| Gabriel Arias       | 13.9.1987      | Racing Club                      |
| Gabriel Castellón   | 8.9.1993       | CD Huachipato                    |
| Obránci             |                |                                  |
| Eugenio Mena        | 18.7.1988      | Racing Club                      |
| Guillermo Maripán   | 6.5.1994       | AS Monaco FC                     |
| Mauricio Isla       | 12.6.1988      | CR Flamengo                      |
| Enzo Roco           | 16.8.1992      | Fatih Karagümrük                 |
| Francisco Sierralta | 6.5.1997       | Watford FC                       |
| Daniel González     | 20.2.2002      | Santiago Wanderers               |
| Gary Medel          | 3.8.1987       | Bologna FC 1909                  |
| Sebastián Vegas     | 4.12.1996      | CF Monterrey                     |
| Záložníci           |                |                                  |
| César Pinares       | 23.5.1991      | Grêmio Foot-Ball Porto Alegrense |
| Arturo Vidal        | 22.5.1987      | FC Inter Milán                   |
| Erick Pulgar        | 15.1.1994      | ACF Fiorentina                   |
| Pablo Galdames      | 30.12.1996     | CA Vélez Sarsfield               |
| Tomás Alarcón       | 19.1.1999      | O'Higgins FC                     |
| Charles Aránguiz    | 17.4.1989      | Bayer 04 Leverkusen              |
| Marcelino Núñez     | 1.3.2000       | CD Universidad Católica          |
| Pablo Aránguiz      | 17.3.1997      | Club Universidad de Chile        |
| Claudio Baeza       | 23.12.1993     | Deportivo Toluca FC              |
| Útočníci            |                |                                  |
| Diego Valencia      | 14.1.2000      | CD Universidad Católica          |
| Jean Meneses        | 16.3.1993      | Club León                        |
| Alexis Sánchez      | 19.12.1988     | FC Inter Milán                   |
| Eduardo Vargas      | 20.11.1989     | CA Mineiro                       |
| Felipe Mora         | 2.8.1993       | Portland Timbers                 |
| Carlos Palacios     | 20.7.2000      | Sport Club Internacional         |
| Ben Brereton Díaz   | 18.4.1999      | Blackburn Rovers FC              |
| Luciano Arriagada   | 20.4.2002      | Colo-Colo                        |
| Clemente Montes     | 25.4.2001      | CD Universidad Católica          |

### Paraguay
Hlavní trenér:  Eduardo Berizzo
| Jméno                 | Datum narození | Klub                          |
| Brankáři              | Brankáři       | Brankáři                      |
| --------------------- | -------------- | ----------------------------- |
| Antony Silva          | 27.2.1984      | Club Puebla                   |
| Alfredo Aguilar       | 18.7.1988      | Club Olimpia                  |
| Gerardo Ortiz         | 25.3.1989      | Once Caldas                   |
| Obránci               |                |                               |
| Robert Rojas          | 30.4.1996      | CA River Plate                |
| Omar Alderete         | 26.12.1996     | Hertha BSC                    |
| Fabián Balbuena       | 23.8.1991      | West Ham United FC            |
| Júnior Alonso         | 9.2.1993       | CA Mineiro                    |
| Alberto Espínola      | 8.2.1991       | Cerro Porteño                 |
| Gustavo Gómez -       | 6.5.1993       | Sociedade Esportiva Palmeiras |
| Santiago Arzamendia   | 5.5.1998       | Cerro Porteño                 |
| David Martínez        | 21.1.1998      | CA River Plate                |
| Záložníci             |                |                               |
| Gastón Giménez        | 27.7.1991      | Chicago Fire                  |
| Richard Sánchez       | 29.3.1996      | Club América                  |
| Miguel Almirón        | 10.2.1994      | Newcastle United FC           |
| Andrés Cubas          | 22.5.1996      | Nîmes Olympique               |
| Ángel Cardozo Lucena  | 19.10.1994     | Cerro Porteño                 |
| Kaku                  | 11.1.1995      | At-Taawoun FC                 |
| Óscar Romero          | 4.7.1992       | CA San Lorenzo de Almagro     |
| Mathías Villasanti    | 24.1.1997      | Cerro Porteño                 |
| Braian Ojeda          | 27.6.2000      | Club Olimpia                  |
| Robert Piris Da Motta | 26.7.1994      | CR Flamengo                   |
| Jorge Morel           | 22.1.1998      | Club Guaraní                  |
| Útočníci              |                |                               |
| Carlos González       | 3.2.1993       | Tigres UANL                   |
| Gabriel Ávalos        | 12.10.1990     | Argentinos Juniors            |
| Ángel Romero          | 4.7.1992       | CA San Lorenzo de Almagro     |
| Braian Samudio        | 23.12.1995     | Çaykur Rizespor               |
| Antonio Bareiro       | 24.4.1989      | Club Libertad                 |
| Julio Enciso          | 23.1.2004      | Club Libertad                 |

## Skupina B

### Brazílie
Hlavní trenér:  Tite
| Jméno           | Datum narození | Klub                          |
| Brankáři        | Brankáři       | Brankáři                      |
| --------------- | -------------- | ----------------------------- |
| Alisson         | 2.10.1992      | Liverpool FC                  |
| Weverton        | 13.12.1987     | Sociedade Esportiva Palmeiras |
| Ederson         | 17.8.1993      | Manchester City FC            |
| Obránci         |                |                               |
| Danilo          | 15.7.1991      | Juventus FC                   |
| Thiago Silva -  | 22.9.1984      | Chelsea FC                    |
| Marquinhos      | 14.5.1994      | Paris Saint-Germain FC        |
| Alex Sandro     | 26.1.1991      | Juventus FC                   |
| Emerson Royal   | 14.1.1999      | Real Betis                    |
| Éder Militão    | 18.1.1998      | Real Madrid                   |
| Renan Lodi      | 8.4.1998       | Atlético Madrid               |
| Felipe          | 16.5.1989      | Atlético Madrid               |
| Léo Ortiz       | 3.1.1996       | Red Bull Bragantino           |
| Záložníci       |                |                               |
| Casemiro        | 23.2.1992      | Real Madrid                   |
| Fred            | 5.3.1993       | Manchester United FC          |
| Éverton Ribeiro | 10.4.1989      | CR Flamengo                   |
| Fabinho         | 23.10.1993     | Liverpool FC                  |
| Lucas Paquetá   | 27.8.1997      | Olympique Lyon                |
| Douglas Luiz    | 9.5.1998       | Aston Villa FC                |
| Útočníci        |                |                               |
| Richarlison     | 10.5.1997      | Everton FC                    |
| Gabriel Jesus   | 3.4.1997       | Manchester City FC            |
| Neymar          | 5.2.1992       | Paris Saint-Germain FC        |
| Vinícius Júnior | 12.7.2000      | Real Madrid                   |
| Everton         | 22.3.1996      | Benfica Lisabon               |
| Roberto Firmino | 2.10.1991      | Liverpool FC                  |
| Gabriel Barbosa | 30.8.1996      | CR Flamengo                   |

### Kolumbie
Hlavní trenér:  Reinaldo Rueda
| Jméno                   | Datum narození | Klub                     |
| Brankáři                | Brankáři       | Brankáři                 |
| ----------------------- | -------------- | ------------------------ |
| David Ospina -          | 31.8.1988      | SSC Neapol               |
| Camilo Vargas           | 9.3.1989       | Atlas FC                 |
| Aldair Quintana         | 11.7.1994      | Atlético Nacional        |
| Obránci                 |                |                          |
| Stefan Medina           | 14.6.1992      | CF Monterrey             |
| Óscar Murillo           | 18.4.1988      | CF Pachuca               |
| Carlos Cuesta           | 9.3.1999       | KRC Genk                 |
| William Tesillo         | 2.2.1990       | Club León                |
| Yerry Mina              | 23.9.1994      | Everton FC               |
| Daniel Muñoz            | 25.5.1996      | KRC Genk                 |
| Davinson Sánchez        | 12.6.1996      | Tottenham Hotspur FC     |
| Jhon Lucumí             | 26.6.1998      | KRC Genk                 |
| Frank Fabra             | 22.2.1991      | CA Boca Juniors          |
| Záložníci               |                |                          |
| Wilmar Barrios          | 16.10.1993     | FK Zenit Sankt-Petěrburg |
| Gustavo Cuéllar         | 14.10.1992     | Al Hilal FC              |
| Edwin Cardona           | 8.12.1992      | CA Boca Juniors          |
| Juan Guillermo Cuadrado | 26.5.1988      | Juventus FC              |
| Mateus Uribe            | 21.3.1991      | FC Porto                 |
| Yairo Moreno            | 4.4.1995       | CF Pachuca               |
| Sebastián Pérez         | 29.3.1993      | Boavista FC              |
| Baldomero Perlaza       | 25.6.1992      | Atlético Nacional        |
| Jaminton Campaz         | 24.5.2000      | Deportes Tolima          |
| Útočníci                |                |                          |
| Duván Zapata            | 1.4.1991       | Atalanta BC              |
| Luis Muriel             | 16.4.1991      | Atalanta BC              |
| Luis Díaz               | 13.1.1997      | FC Porto                 |
| Rafael Santos Borré     | 15.9.1995      | CA River Plate           |
| Miguel Borja            | 26.1.1993      | Atlético Junior          |
| Alfredo Morelos         | 21.6.1996      | Rangers FC               |
| Yimmi Chará             | 2.4.1991       | Portland Timbers         |

### Venezuela
Hlavní trenér:  José Peseiro
| Jméno                   | Datum narození | Klub                      |
| Brankáři                | Brankáři       | Brankáři                  |
| ----------------------- | -------------- | ------------------------- |
| Wuilker Faríñez         | 15.2.1998      | RC Lens                   |
| Joel Graterol           | 13.2.1997      | América de Cali           |
| Luis Romero             | 16.11.1990     | Portuguesa FC             |
| Obránci                 |                |                           |
| Nahuel Ferraresi        | 19.11.1998     | Moreirense FC             |
| Mikel Villanueva        | 14.4.1993      | CD Santa Clara            |
| Jhon Chancellor         | 2.1.1992       | Brescia Calcio            |
| José Manuel Velázquez   | 8.9.1990       | FC Arouca                 |
| Francisco La Mantía     | 24.2.1996      | Deportivo La Guaira       |
| Luis Mago               | 15.9.1994      | Club Universidad de Chile |
| Roberto Rosales         | 20.11.1988     | CD Leganés                |
| Ronald Hernández        | 21.9.1997      | Atlanta United FC         |
| Alexander González      | 13.9.1992      | Málaga CF                 |
| Yohán Cumana            | 8.3.1996       | Deportivo La Guaira       |
| Adrián Martínez         | 14.7.1993      | Deportivo La Guaira       |
| Záložníci               |                |                           |
| Júnior Moreno           | 20.7.1993      | D.C. United               |
| Yangel Herrera          | 7.1.1998       | Granada CF                |
| Jefferson Savarino      | 11.11.1996     | CA Mineiro                |
| Yeferson Soteldo        | 30.6.1997      | Toronto FC                |
| José Andrés Martínez    | 7.9.1994       | Philadelphia Union        |
| Jhon Murillo            | 21.11.1995     | CD Tondela                |
| Rómulo Otero            | 9.11.1992      | SC Corinthians Paulista   |
| Cristian Cásseres       | 20.1.2000      | New York Red Bulls        |
| Bernaldo Manzano        | 2.7.1990       | AC Deportivo Lara         |
| Richard Celis           | 23.4.1996      | Caracas FC                |
| Edson Castillo          | 18.5.1994      | Caracas FC                |
| Útočníci                |                |                           |
| Fernando Aristeguieta - | 9.4.1992       | Mazatlán FC               |
| Sergio Córdova          | 9.8.1997       | Arminia Bielefeld         |
| Jan Carlos Hurtado      | 5.3.2000       | Red Bull Bragantino       |
| Josef Martínez          | 19.5.1993      | Atlanta United FC         |
| Jhonder Cádiz           | 29.7.1995      | Nashville SC              |

### Ekvádor
Hlavní trenér:  Gustavo Alfaro
| Jméno                 | Datum narození | Klub                      |
| Brankáři              | Brankáři       | Brankáři                  |
| --------------------- | -------------- | ------------------------- |
| Hernán Galíndez       | 30.3.1987      | CD Universidad Católica   |
| Pedro Ortíz           | 19.2.1990      | CS Emelec                 |
| Alexander Domínguez - | 5.6.1987       | CA Vélez Sarsfield        |
| Obránci               |                |                           |
| Félix Torres          | 11.1.1997      | Santos Laguna             |
| Piero Hincapié        | 9.1.2002       | Club Atlético Talleres    |
| Robert Arboleda       | 22.10.1991     | São Paulo FC              |
| Pervis Estupiñán      | 21.1.1998      | Villarreal CF             |
| Xavier Arreaga        | 28.9.1994      | Seattle Sounders FC       |
| Mario Pineida         | 6.7.1992       | Barcelona SC              |
| Ángelo Preciado       | 18.2.1998      | KRC Genk                  |
| Fernando León         | 11.4.1993      | Barcelona SC              |
| Diego Palacios        | 12.7.1999      | Los Angeles FC            |
| José Hurtado          | 23.12.2001     | Independiente del Valle   |
| Záložníci             |                |                           |
| Dixon Arroyo          | 1.6.1992       | CS Emelec                 |
| Christian Noboa       | 9.4.1985       | FK Soči                   |
| Fidel Martínez        | 15.2.1990      | Club Tijuana              |
| Damián Díaz           | 1.5.1986       | Barcelona SC              |
| Carlos Gruezo         | 19.4.1995      | FC Augsburg               |
| Ayrton Preciado       | 17.7.1994      | Santos Laguna             |
| Gonzalo Plata         | 11.1.2000      | Sporting CP               |
| Sebas Méndez          | 26.4.1997      | Orlando City SC           |
| Alan Franco           | 21.8.1998      | CA Mineiro                |
| Moisés Caicedo        | 2.11.2001      | Brighton & Hove Albion FC |
| José Carabalí         | 19.5.1997      | CD Universidad Católica   |
| Útočníci              |                |                           |
| Leonardo Campana      | 24.7.2000      | FC Famalicão              |
| Michael Estrada       | 7.4.1996       | Deportivo Toluca FC       |
| Enner Valencia        | 4.11.1989      | Fenerbahçe SK             |
| Ángel Mena            | 21.1.1988      | Club León                 |
| Jordy Caicedo         | 18.11.1997     | PFK CSKA Sofia            |

### Peru
Hlavní trenér:  Ricardo Gareca
| Jméno               | Datum narození | Klub                           |
| Brankáři            | Brankáři       | Brankáři                       |
| ------------------- | -------------- | ------------------------------ |
| Pedro Gallese -     | 23.2.1990      | Orlando City SC                |
| Carlos Cáceda       | 27.9.1991      | FBC Melgar                     |
| José Carvallo       | 1.3.1986       | Club Universitario de Deportes |
| Obránci             |                |                                |
| Luis Abram          | 27.2.1996      | CA Vélez Sarsfield             |
| Aldo Corzo          | 20.5.1989      | Club Universitario de Deportes |
| Anderson Santamaría | 10.1.1992      | Atlas FC                       |
| Miguel Araujo       | 24.10.1994     | FC Emmen                       |
| Miguel Trauco       | 25.8.1992      | AS Saint-Étienne               |
| Christian Ramos     | 4.11.1988      | CD Universidad César Vallejo   |
| Marcos López        | 20.11.1999     | San Jose Earthquakes           |
| Alexander Callens   | 4.5.1992       | New York City FC               |
| Renzo Garcés        | 12.6.1996      | CD Universidad César Vallejo   |
| Jhilmar Lora        | 24.10.2000     | Club Sporting Cristal          |
| Záložníci           |                |                                |
| Gerald Távara       | 25.3.1999      | Club Sporting Cristal          |
| Sergio Peña         | 28.9.1995      | FC Emmen                       |
| Christian Cueva     | 23.11.1991     | Al Fateh SC                    |
| Renato Tapia        | 28.7.1995      | Celta de Vigo                  |
| Wilder Cartagena    | 23.9.1994      | CD Godoy Cruz Antonio Tomba    |
| Yoshimar Yotún      | 7.4.1990       | Cruz Azul                      |
| Alexis Arias        | 13.12.1995     | FBC Melgar                     |
| Raziel García       | 15.2.1994      | Club Cienciano                 |
| Útočníci            |                |                                |
| Gianluca Lapadula   | 7.2.1990       | Benevento Calcio               |
| Alex Valera         | 16.5.1996      | Club Universitario de Deportes |
| Luis Iberico        | 6.2.1998       | FBC Melgar                     |
| André Carrillo      | 14.6.1991      | Al Hilal FC                    |
| Santiago Ormeño     | 4.2.1994       | Club Puebla                    |